# Zoltan Kluger
Zoltan (Zvi) Kluger (8. února 1896, Kecskemét – 16. května 1977, Manhattan) byl izraelský fotograf maďarského původu. Je znám jako jeden z nejvýznamnějších fotografů v Mandátní Palestině.

## Životopis
Zoltan Kluger se narodil ve městě Kecskemet v Maďarsku v roce 1896. Během první světové války působil jako letecký fotograf v rakousko-uherských leteckých jednotkách. Na konci 20. let emigroval do Berlína, hlavního města Německa, kde pracoval jako novinářský fotograf. V dubnu 1933, po nástupu nacistů k moci, dorazil do Palestiny jako turista a poté získal díky intervenci Moshe Sharetta britské osvědčení o pobytu. Později téhož roku Nachman Shifrin, kterého Kluger potkal v Berlíně, založil v Tel Avivu společnost „East Photography Society for the Press“. V roce 1934 se Kluger připojil k Shifrinovi a stal se partnerem a hlavním fotografem.
Klugerovými prominentními klienty byly fotografické oddělení Židovského národního fondu a Keren ha-jesod, které vyslaly Klugera fotografovat ekonomické podniky a přistěhovalce. V roce 1937 Kluger pořídil sérii 250 leteckých snímků na objednávku Zalmana Schockena. Byla vydána kniha Ella Pnei Israel, ve které Klugerovy fotografie doprovází text Moše Šamir.
Kluger se oženil se Sarah a měli syna Paula, kterého izraelské letectvo na počátku 50. let poslalo studovat do Spojených států, kde nakonec zůstal. V roce 1958 Kluger a jeho manželka do USA za svým synem emigrovali. Jeho žena hrozila sebevraždou, pokud svého syna nebudou následovat. Kluger si v New Yorku otevřel fotografický obchod. Zároveň se živil natáčením událostí, zejména maďarské komunity v New Yorku. Krátce poté, co pár dorazil do USA, jeho žena onemocněla a zemřela. Kluger se podruhé oženil s Irenou. Klugerova matka a sestra Elsa přežily holokaust v Maďarsku. Jeho matka zemřela v roce 1949, zatímco její dcera, manžel a děti emigrovali do Spojených států v roce 1956 a usadili se v Kalifornii. Kluger se svou sestrou obnovili rodinné vztahy. Kluger zůstal ve Spojených státech až do své smrti.
Zoltan Kluger zemřel na Manhattanu v New Yorku v roce 1977 a zanechal archiv asi 50 000 negativů distribuovaných mezi několik veřejných archivů, včetně sbírky Keren Hayesodové v ústředním sionistickém archivu, sbírky Židovského národního fondu, tiskové kanceláře vlády, státních archivů a archivy IDF. V roce 1968 přišla do Státního archivu sbírka asi 40 000 negativů z let 1933–1948 a v roce 2017 byla celá sbírka digitalizována Státním archivem, obsahuje vyhledávač a je k dispozici pro veřejnost na internetových stránkách.

## Výstavy
Práce Zoltana Klugera byly vystaveny v muzeích a galeriích v Izraeli, včetně Izraelského muzea. V roce 2008 se v Eretz Israel Museum v Tel Avivu konala jeho první samostatná výstava. Výstava byla pojmenována Zoltan Kluger – hlavní fotograf, 1958–1933, jejíž kurátoři byli Dr. Ruth Oren a Guy Raz.

## Galerie

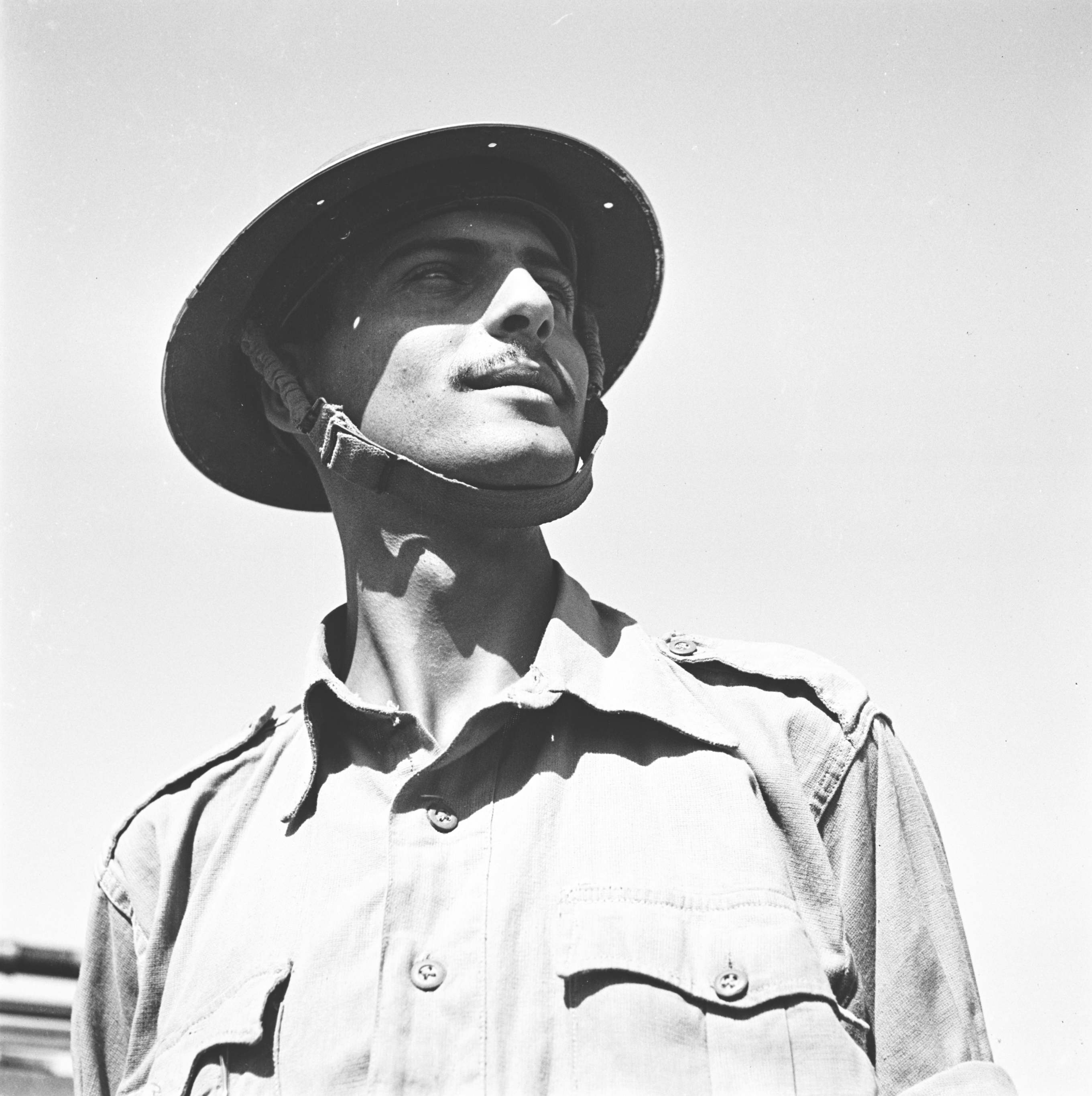
14. pluk Pobřežní baterie, Královské dělostřelectvo, Haifa
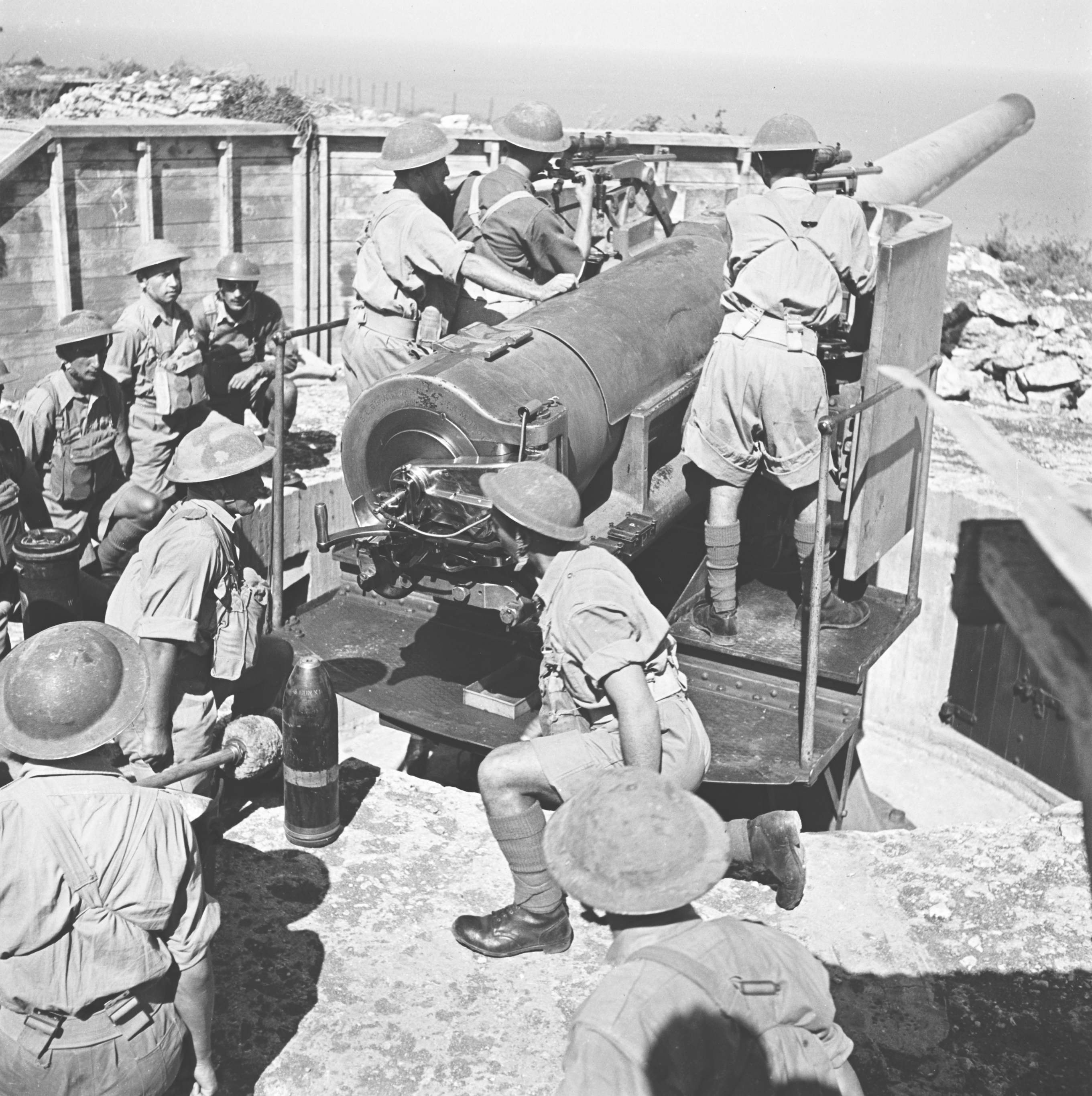
14. pluk Pobřežní baterie, Královské dělostřelectvo, Haifa
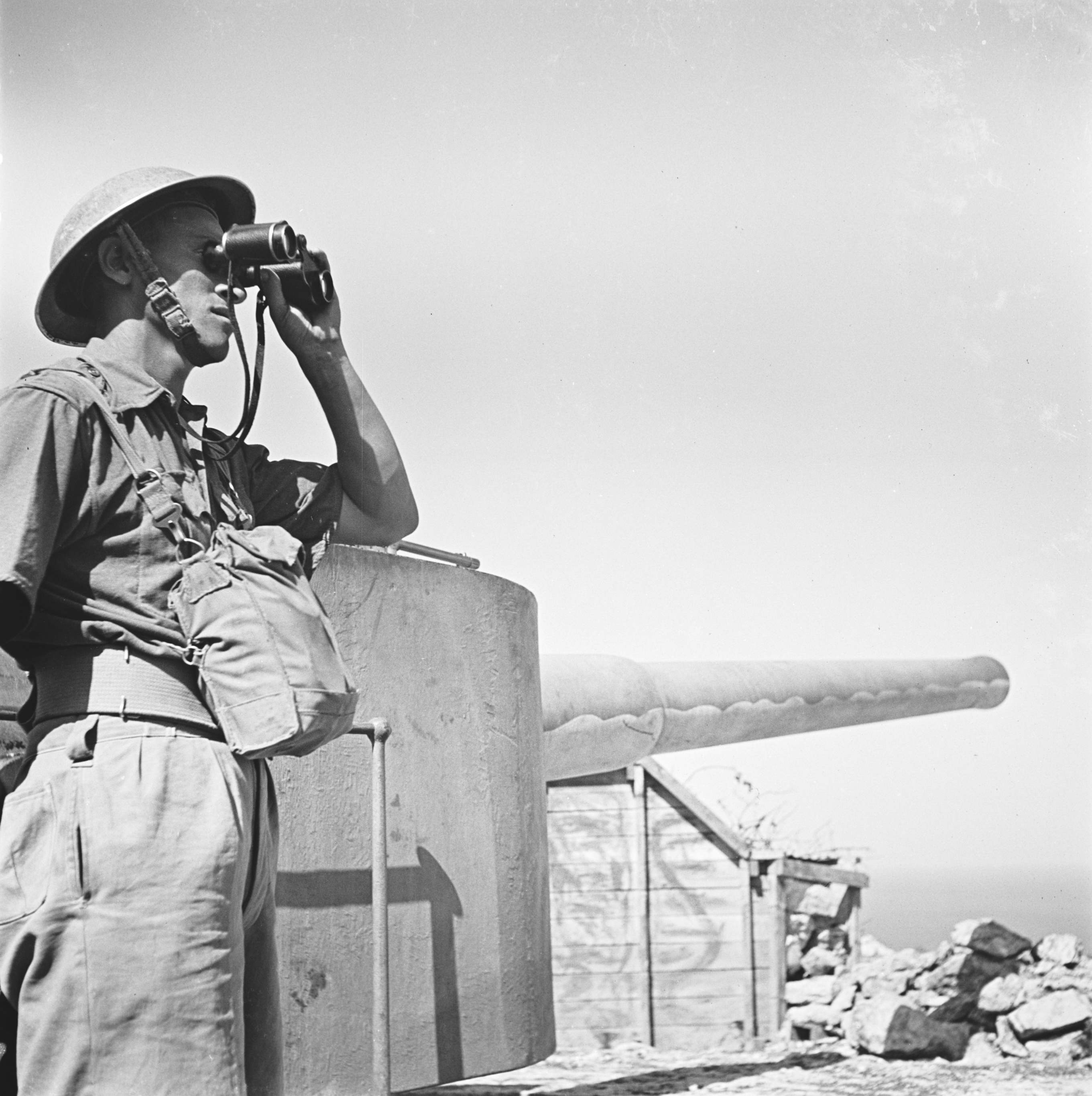
14. pluk Pobřežní baterie, Královské dělostřelectvo, Haifa
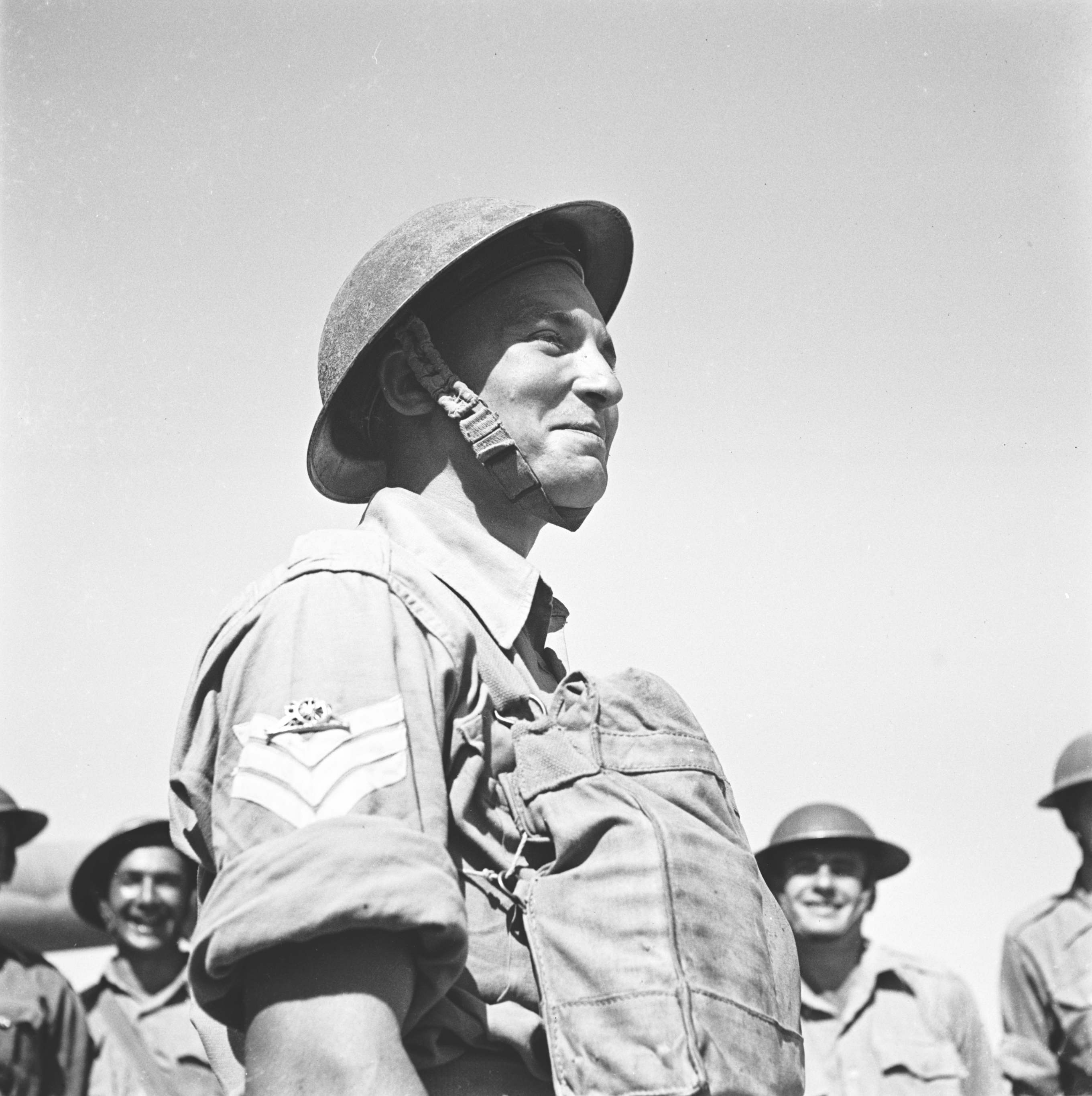
14. pluk Pobřežní baterie, Královské dělostřelectvo, Haifa
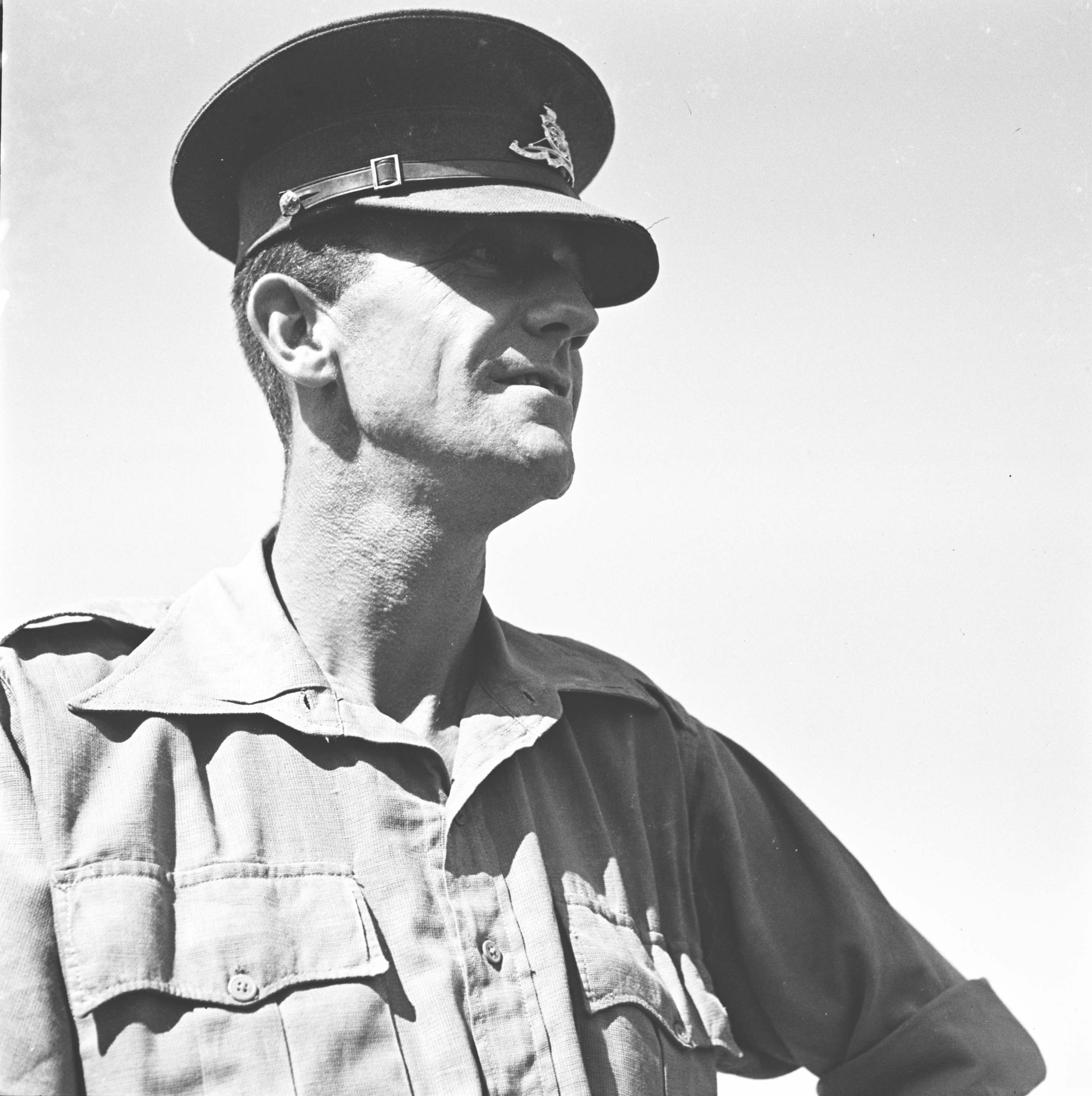
14. pluk Pobřežní baterie, Královské dělostřelectvo, Haifa
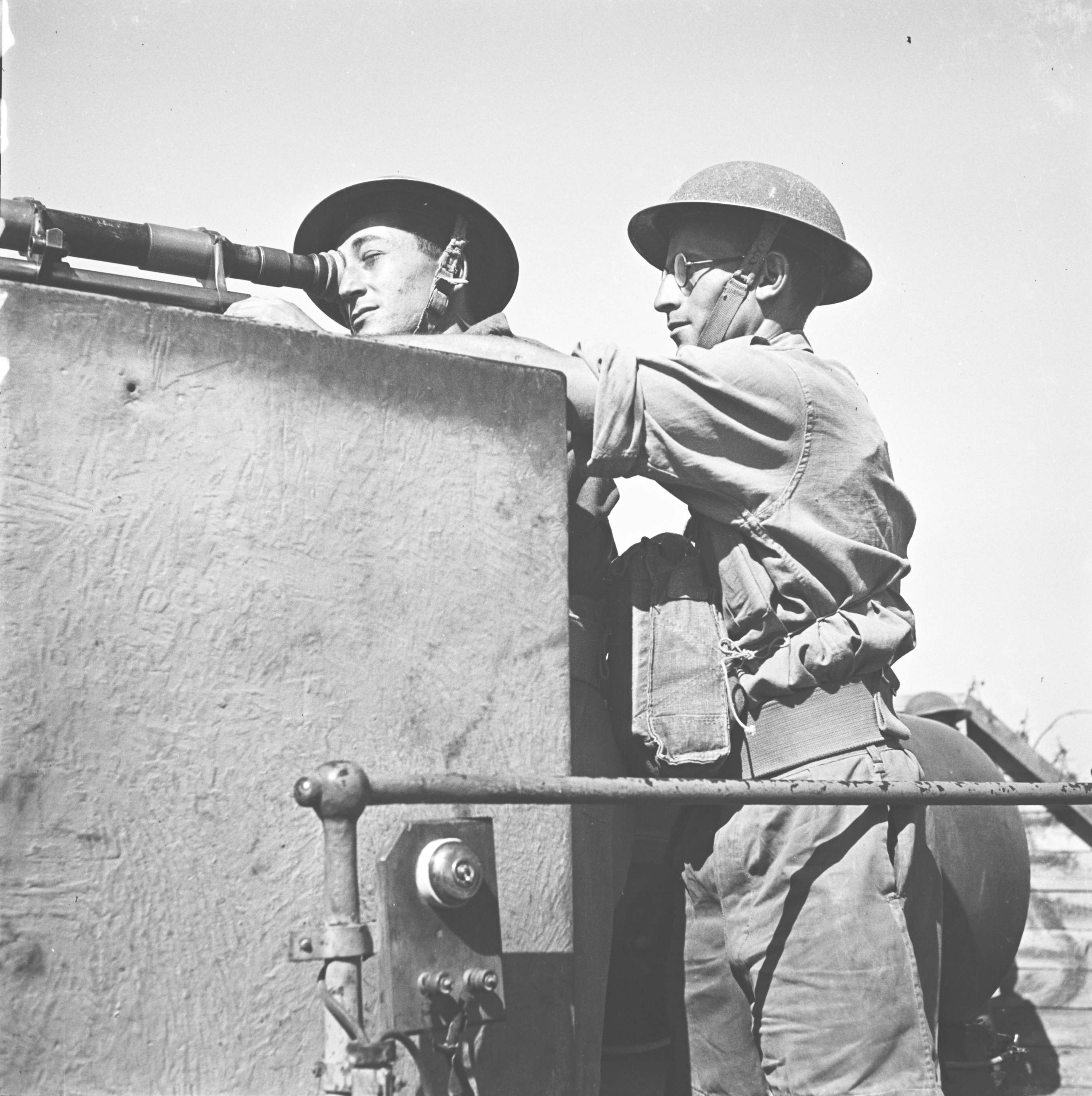
14. pluk Pobřežní baterie, Královské dělostřelectvo, Haifa
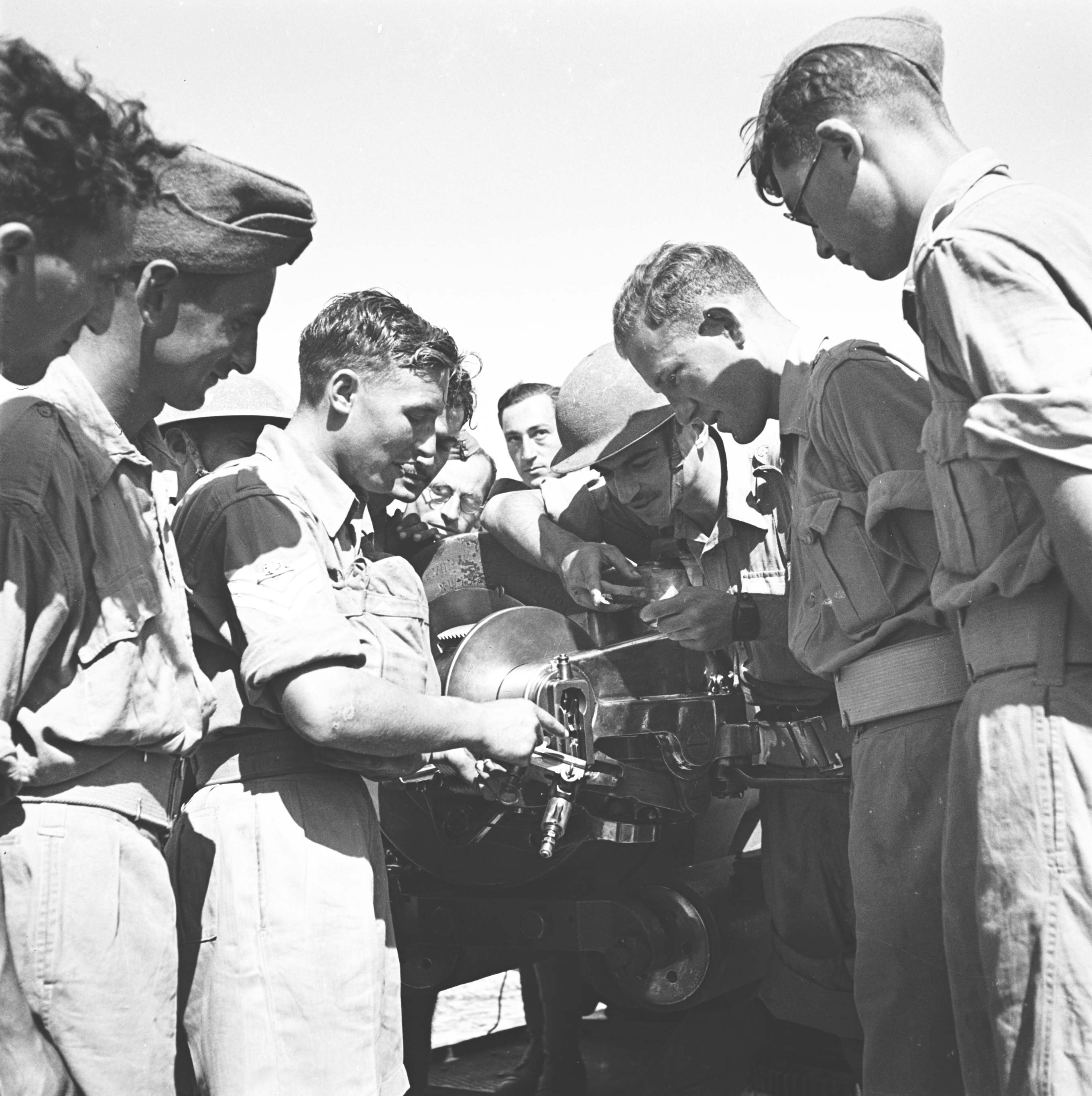
14. pluk Pobřežní baterie, Královské dělostřelectvo, Haifa
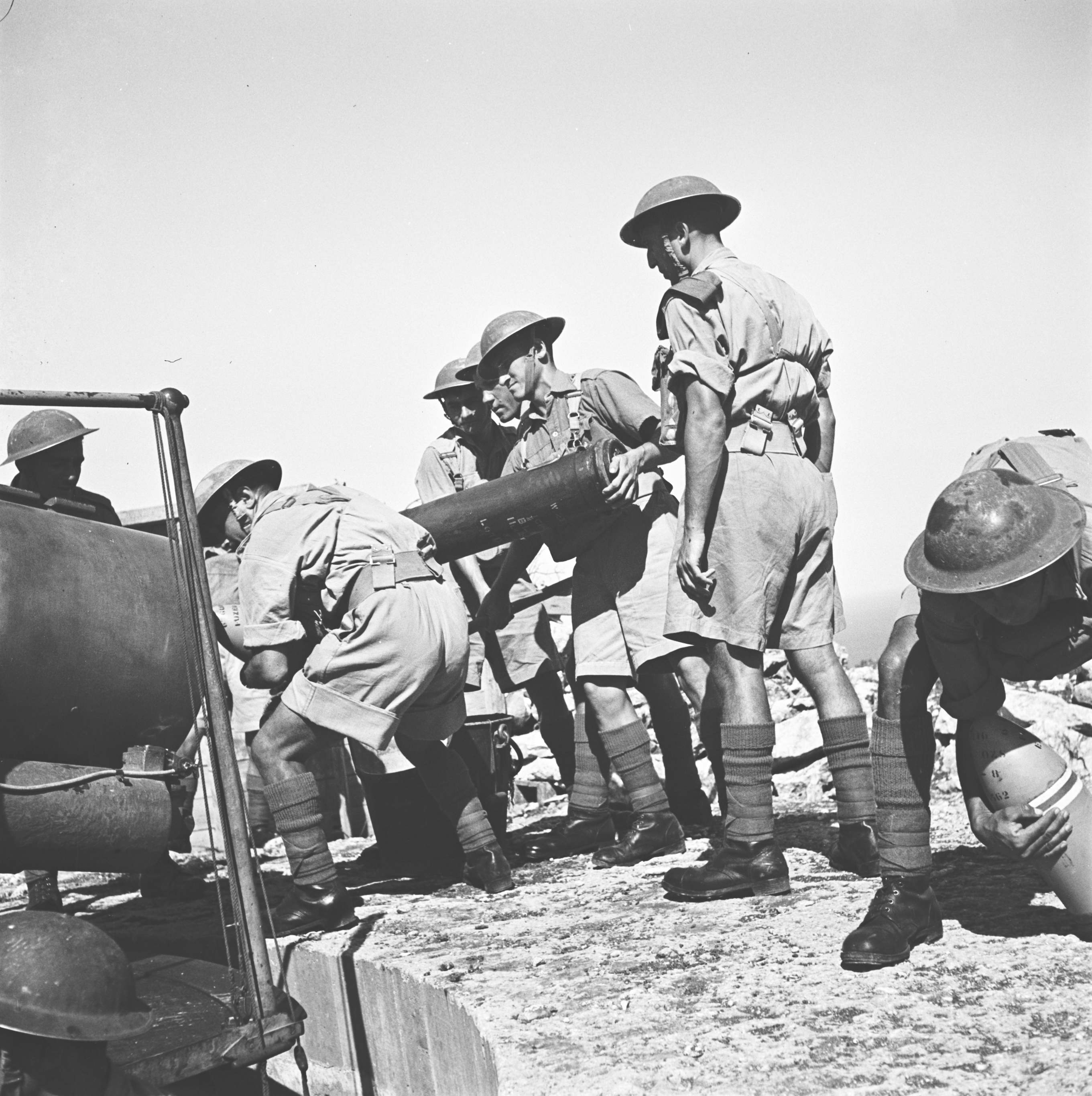
14. pluk Pobřežní baterie, Královské dělostřelectvo, Haifa
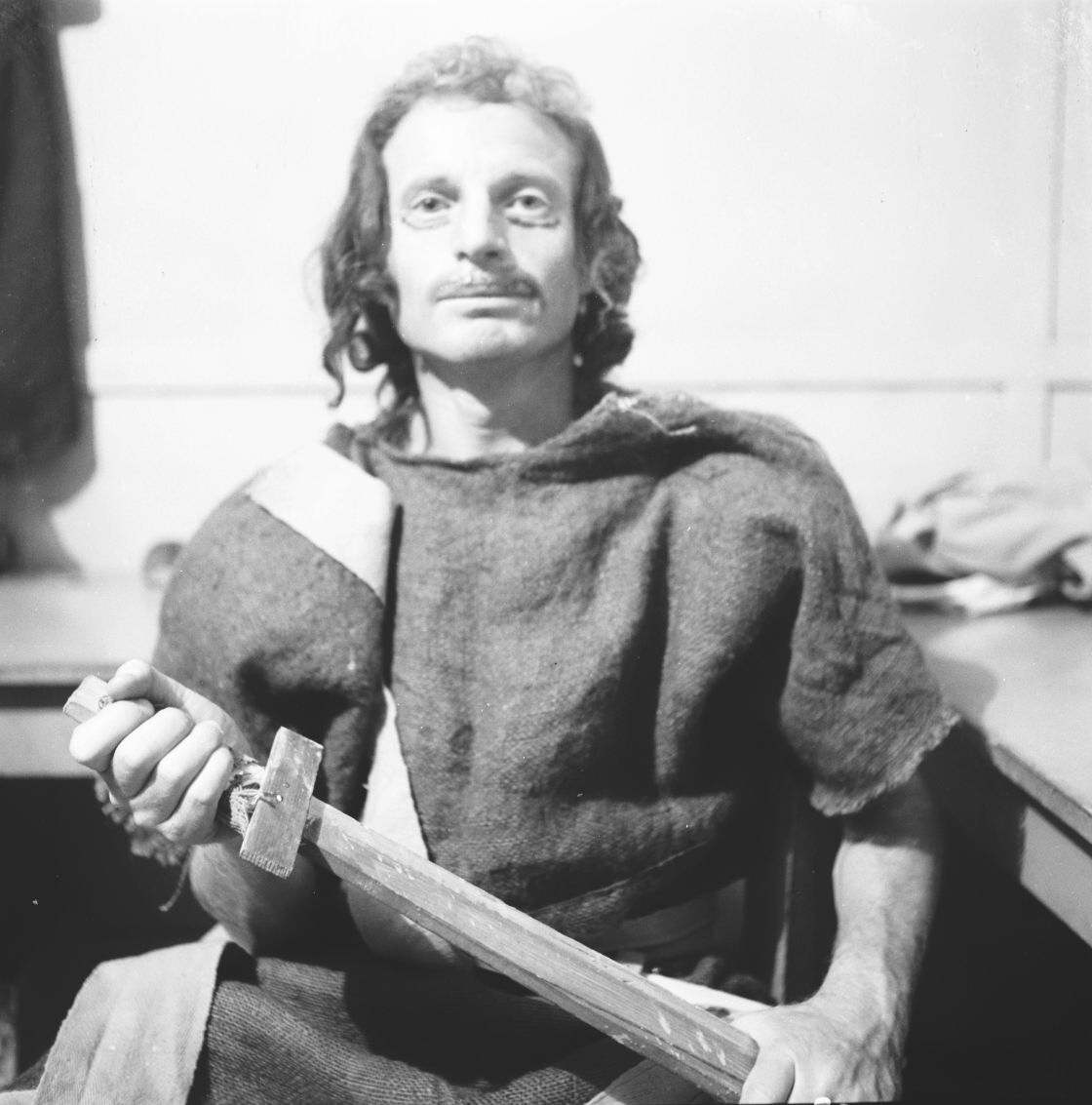
20 let kibucu Maabarot, 1945; postavy z Písně písní. Napsal Jicchak Pesach, složil Nissim Nissimov
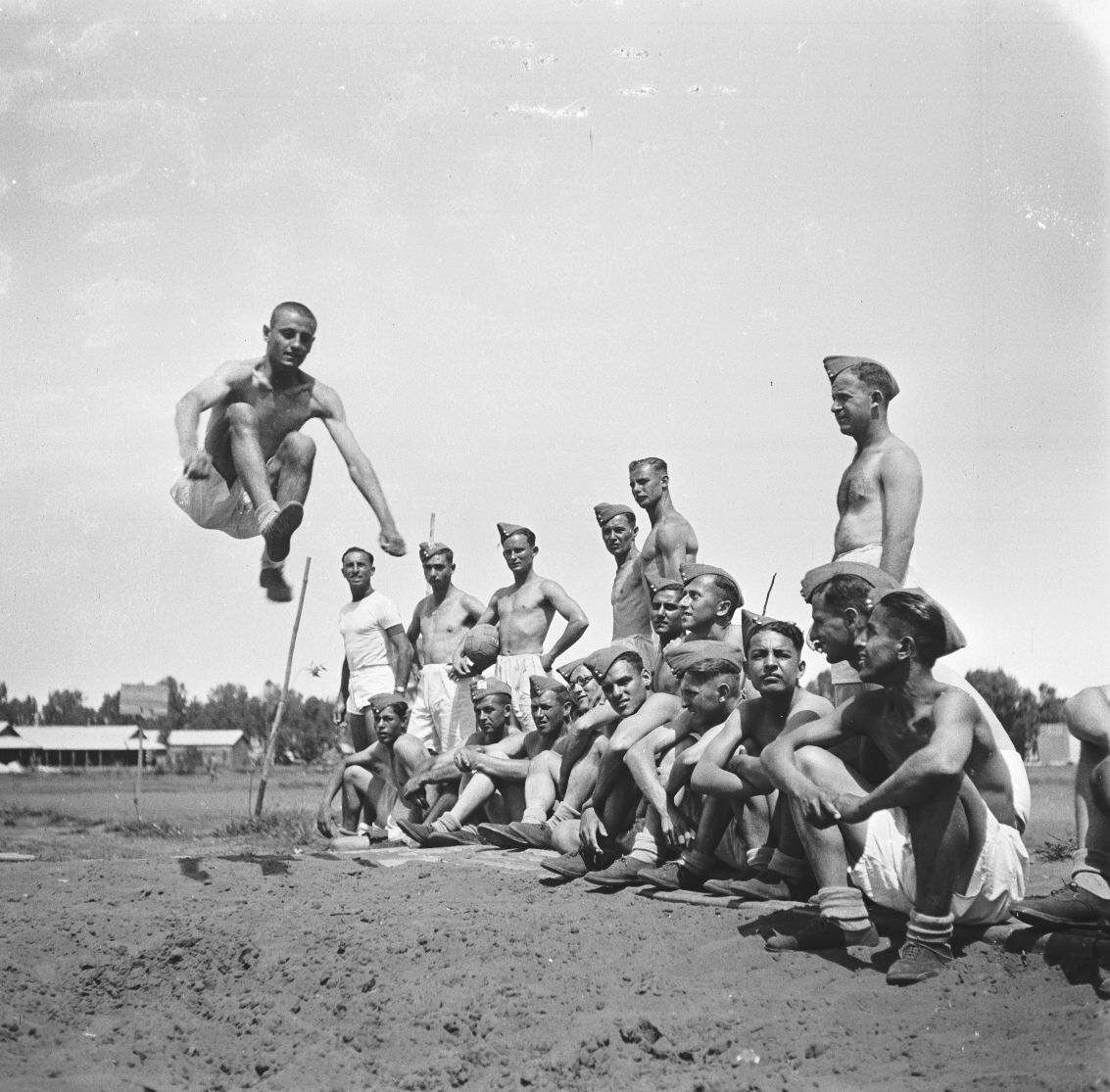
10. rota, 1942
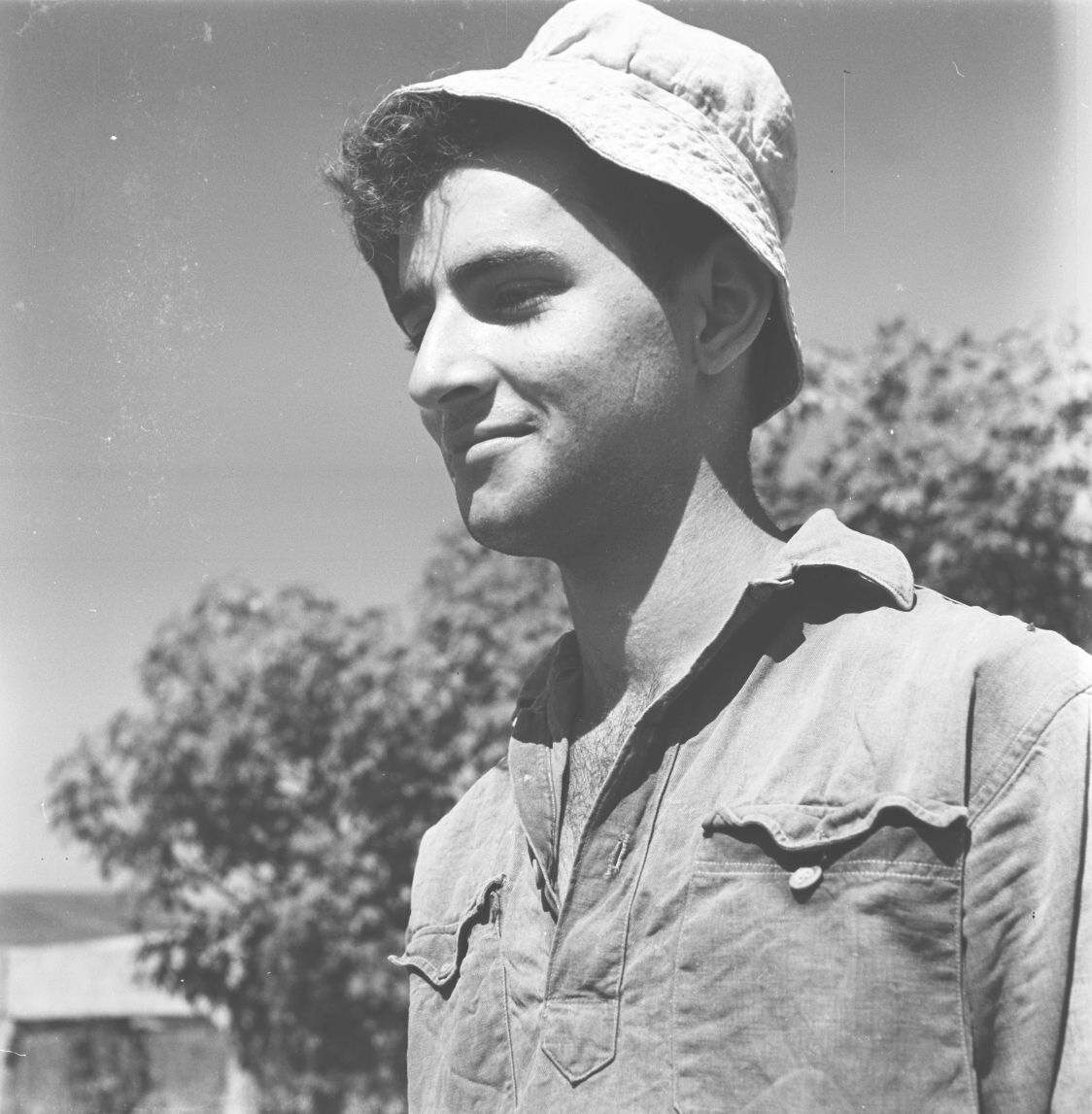
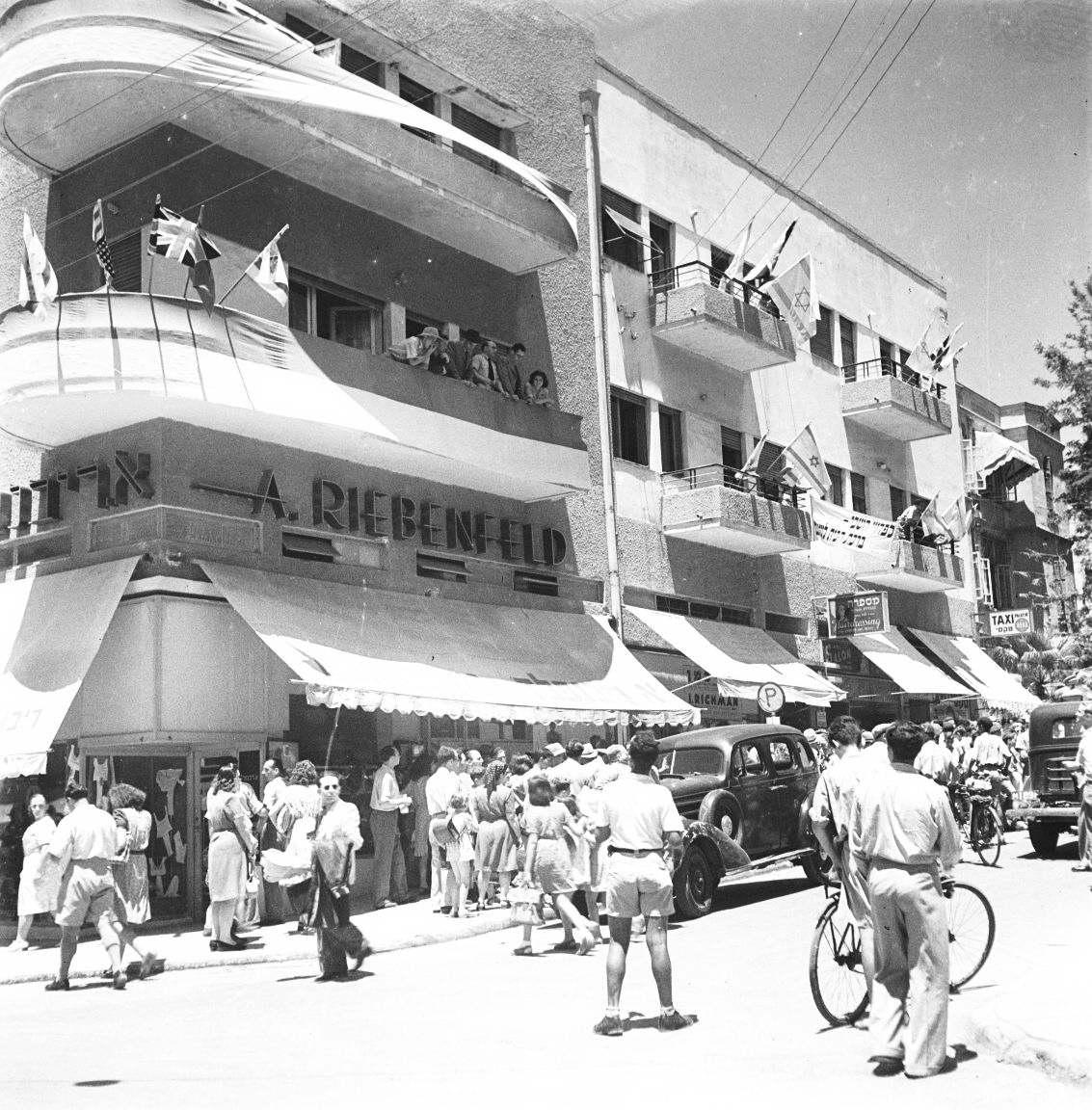
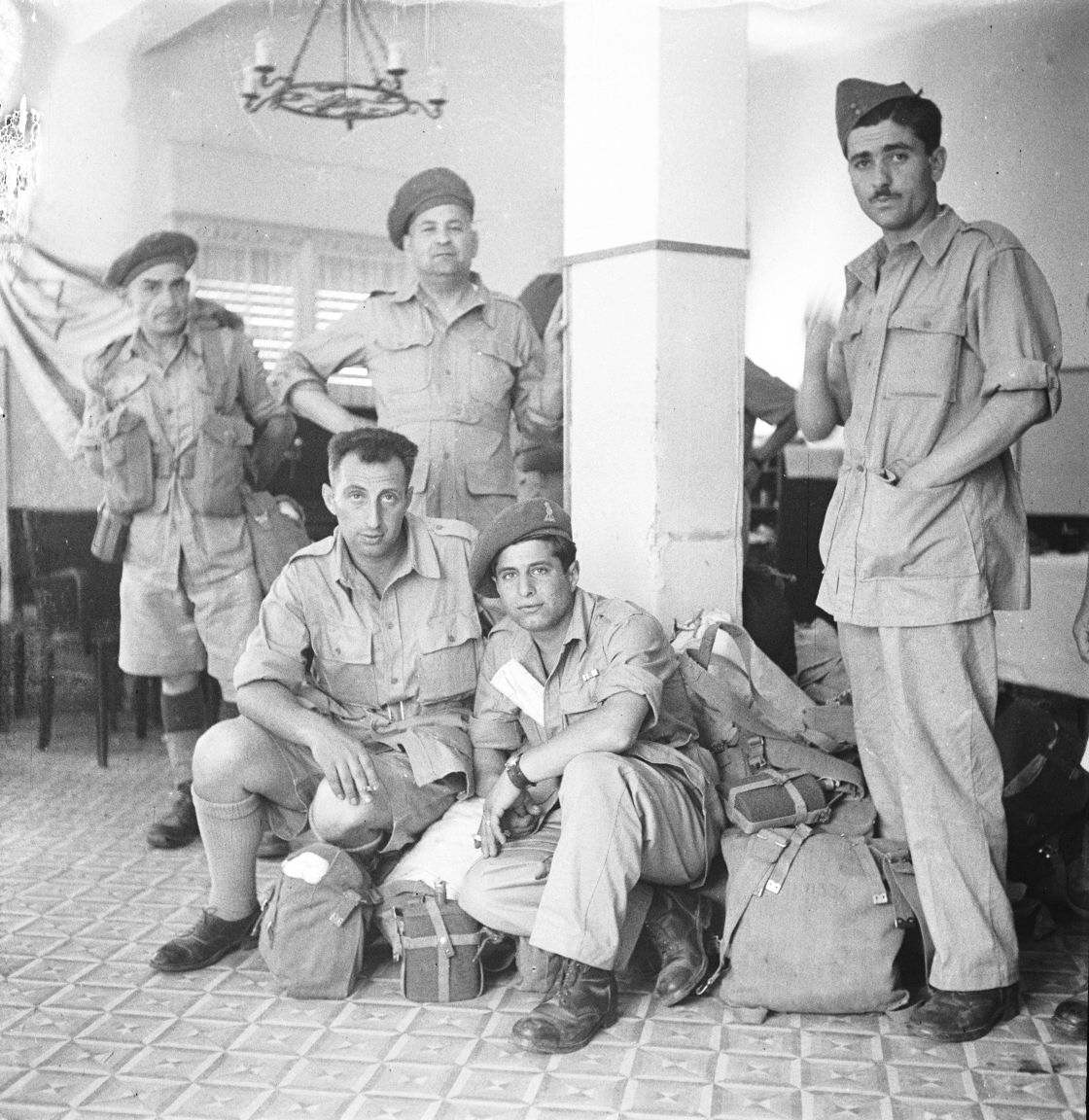
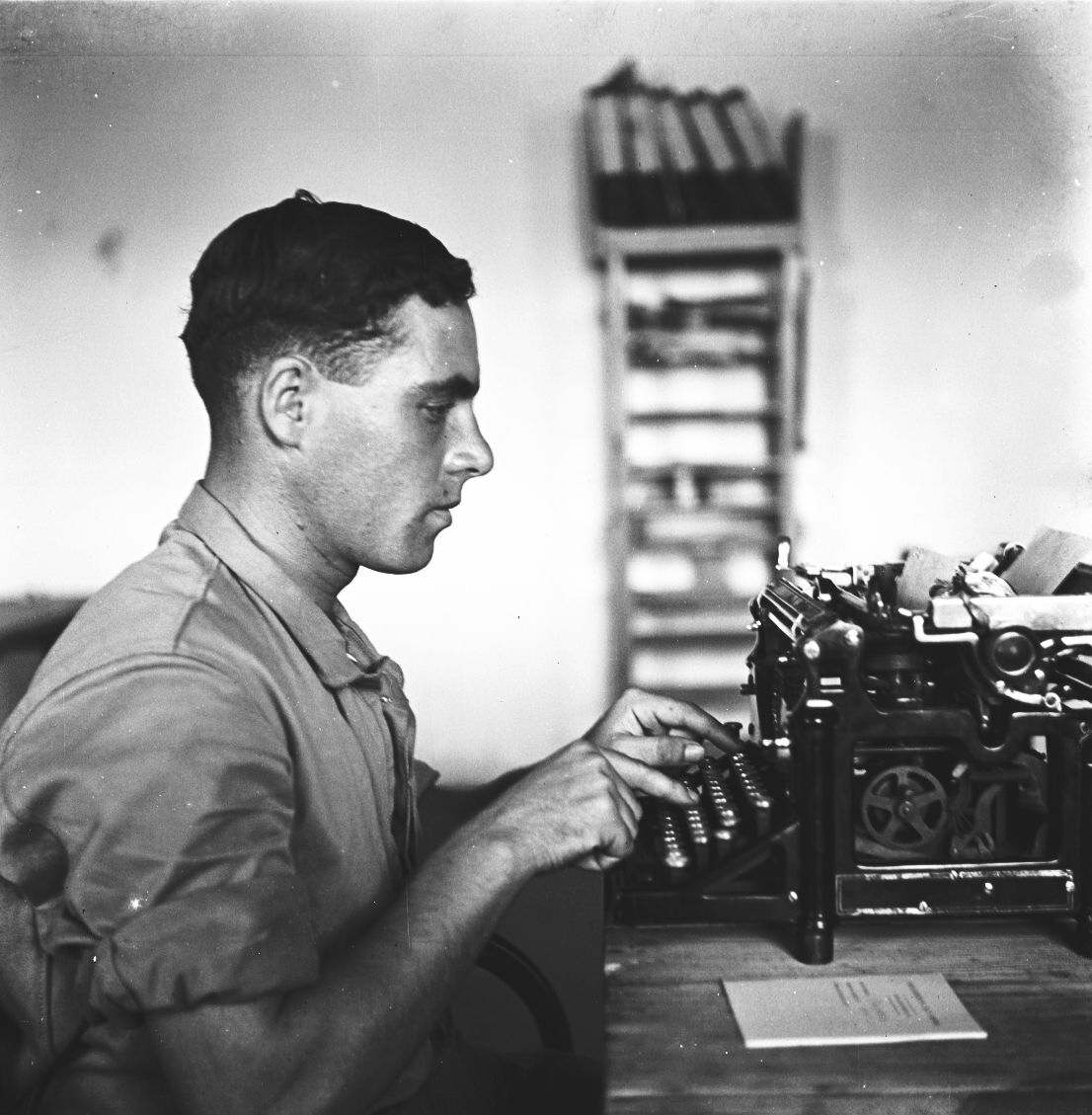
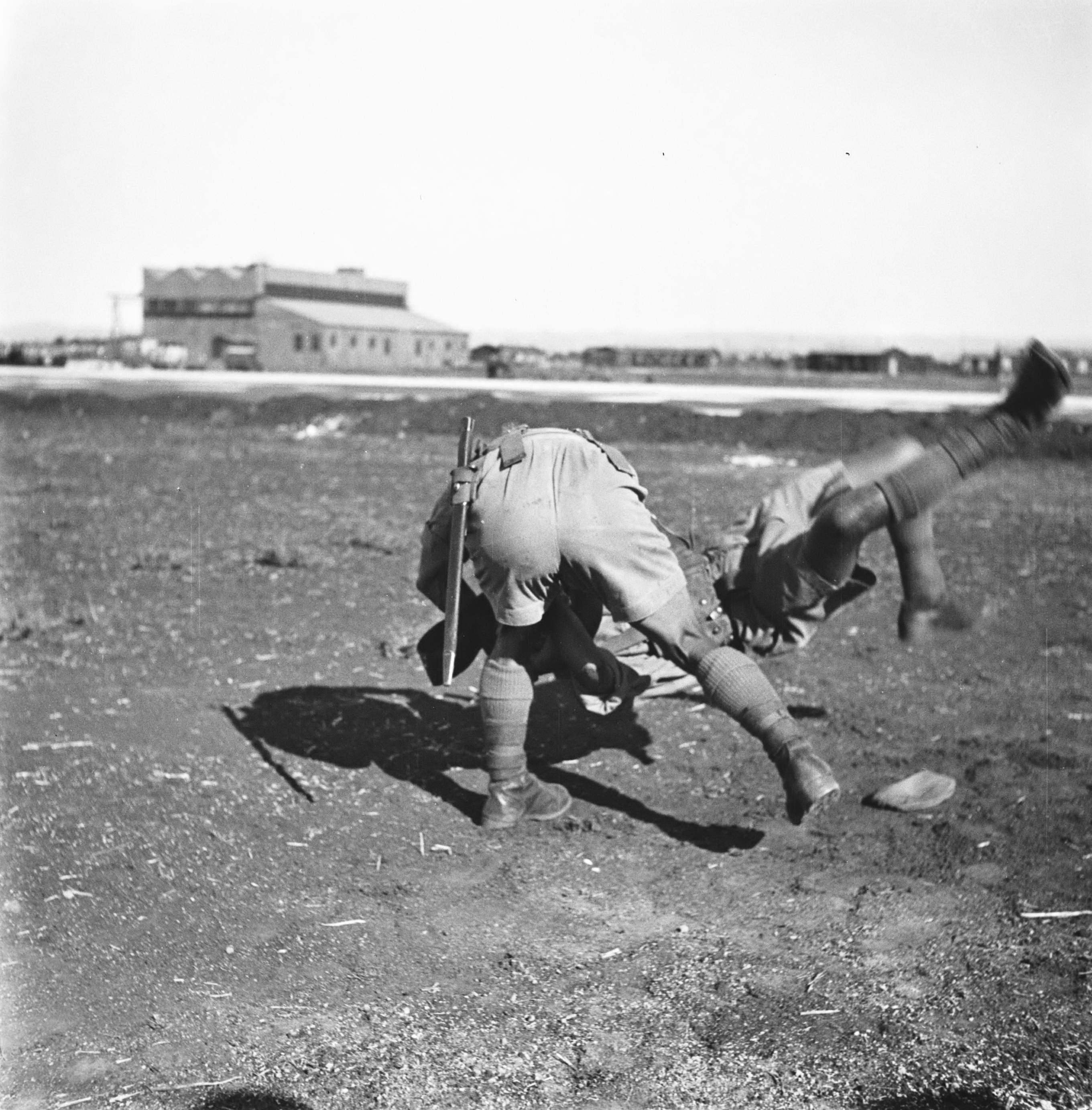
Buffs, 6. rota, 1941
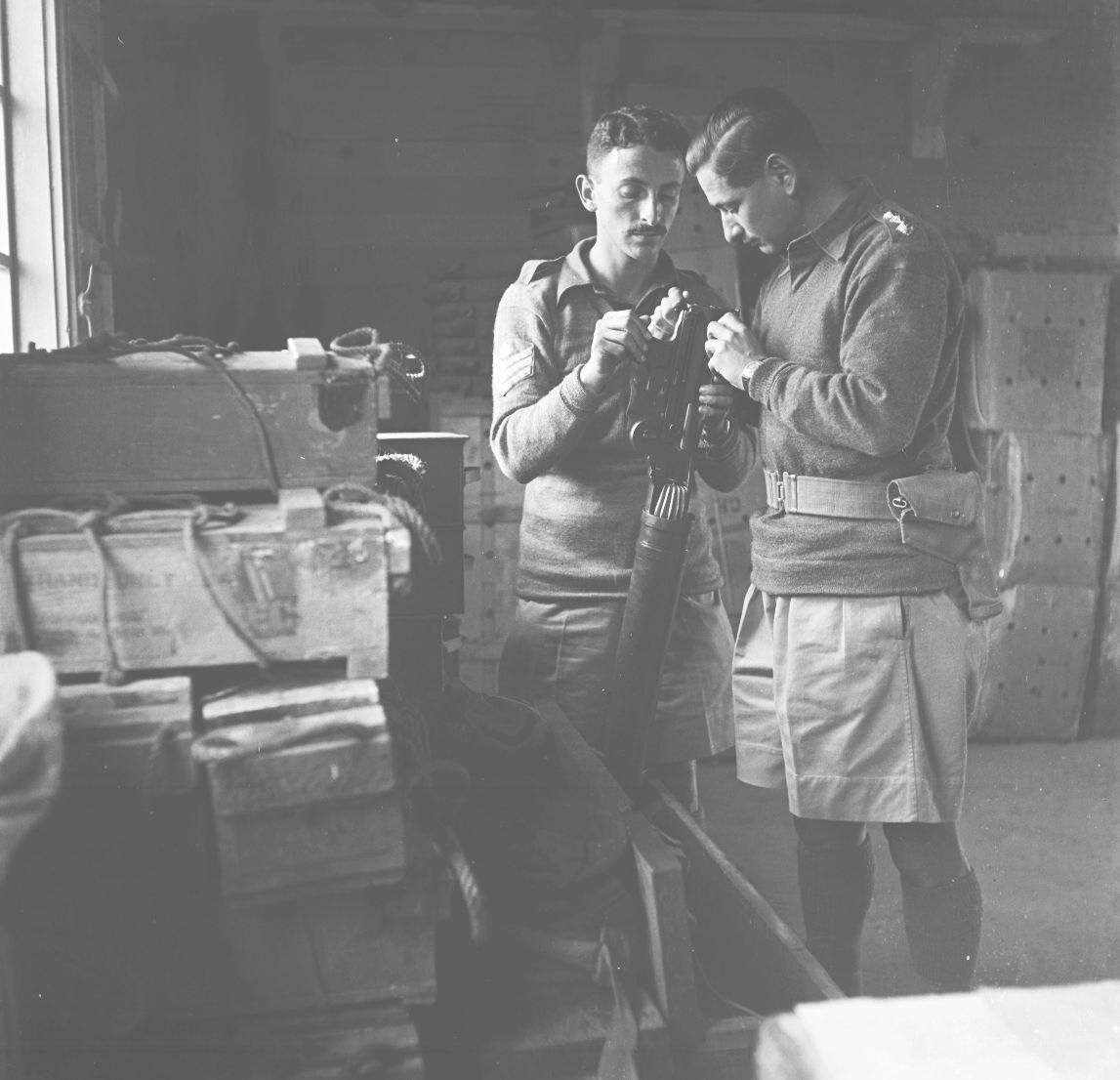
Buffs, 6. rota